# El secreto de Puente Viejo
El secreto de Puente Viejo é uma série espanhola do gênero telenovela, produzida pela Boomerang TV e emitida pela rede de televisão Antena 3.  Fala sobre uma família da alta burguesia que vive em um pequeno povoado da Espanha, chamado Puente Viejo. Estreou em 23 de fevereiro de 2011 no horário nobre, com mais de 3 milhões de telespectadores, 17% de share e liderando a audiência. Sua décima temporada é protagonizada por María Bouzas, Loreto Mauleón, Carlos Serrano, José Milán, Alejandra Meco e Ibrahim Al Shami. Os lugares que se passam a trama são: Leganés, La Granjilla (El Escorial) e Torremocha de Jarama, na Comunidad de Madrid.
Em 11 de fevereiro de 2013 a série celebrou 500 capítulos, em 2 de fevereiro de 2015 chegou aos 1000 capítulos e em 26 de janeiro de 2017 aos 1500 capítulos. Depois de chegar aos 1718 capítulos —em 12 de dezembro de 2017—, virou a série mais longeva da televisão em Espanha, superando a Amar em tempos revueltos —em comparação aos 1717 capítulos da série que emitiu La 1—. Em 24 de janeiro de 2019 atingiu os 2000 capítulos. A nível nacional, em número de capítulos só a superam Goenkale e Arrayán, que foram emitidas em televisões autonómicas.

## Enredo
A série gira em torno dos altos e baixos da rica família Montenegro, uma família da alta burguesia que vive em uma pequena cidade na Espanha chamada Puente Viejo, com a ímpia matriarca da família, a dona Francisca Montenegro.
Os fatos apresentados pela série começam em 1885 mostrando o personagem principal da primeira temporada - Pepa Balmes -, olhando para uma parteira que freqüenta a mãe no parto. Mais tarde, a ação muda para 1896 - 11 anos depois - para mostrar a história de amor entre Pepa Balmes e Carlos Castro - um homem casado que mora em uma mansão asturiana -, que a trai e sequestra seu filho em comum, chamado Martin Castro - para dar a sua esposa legítima, que acaba de dar à luz uma criança sem vida.